# Адриенна, герцогиня Блекинге
Адриенна Юсефина Алиса, принцесса Швеции, герцогиня Блекинге (швед. Prinsessan Adrienne Josephine Alice, Hertiginna av Blekinge; род. 9 марта 2018, Дандерид, Швеция) — третий ребёнок шведской принцессы Мадлен, герцогини Гельсингландской и Гестрикландской, и её супруга, Кристофера О’Нилла. Внучка правящего короля Швеции Карла XVI Густава и его супруги королевы Сильвии.

## Биография
Адриенна Юсефина Алиса родилась 9 марта 2018 года в 0:41 по стокгольмскому времени. Первое из имён новорожденной было выбрано родителями, имя Юсефина часто используется представителями династии, Алиса — имя матери королевы Сильвии, а одно из имён кронпринцессы Виктории и принцессы Биргитты. Крещение произошло 8 июня в Стокгольме в часовне дворца Дротнингхольм.
В силу закона об абсолютной примогенитуре, действующего в Швеции с 1980 года, Адриенна занимает одиннадцатую позицию в порядке наследования шведского престола (после кронпринцессы Виктории, принцессы Эстель, принца Оскара, принца Карла Филиппа, принца Александра, принца Габриэля, принца Юлиана, своей матери, принцессы Мадлен, старшей сестры, принцессы Леонор и брата, принца Николаса).
В день своего крещения, 8 июня 2018 года, принцесса Адриенна стала дамой Ордена Серафимов — высшей награды Швеции.
В первый год жизни Адриенна именовалась её Королевское высочество, принцесса Адриенна Шведская, герцогиня Блекинге. 7 октября 2019 согласно коммюнике об изменениях в шведском королевском доме она потеряла право титуловаться «Королевское Высочество»; титулы принцессы и герцогини Блекинге, пожалованные королём, за ней сохранились. В дальнейшем от Адриенны не будут ожидать выполнения королевских обязанностей.